# The Perfect Fool

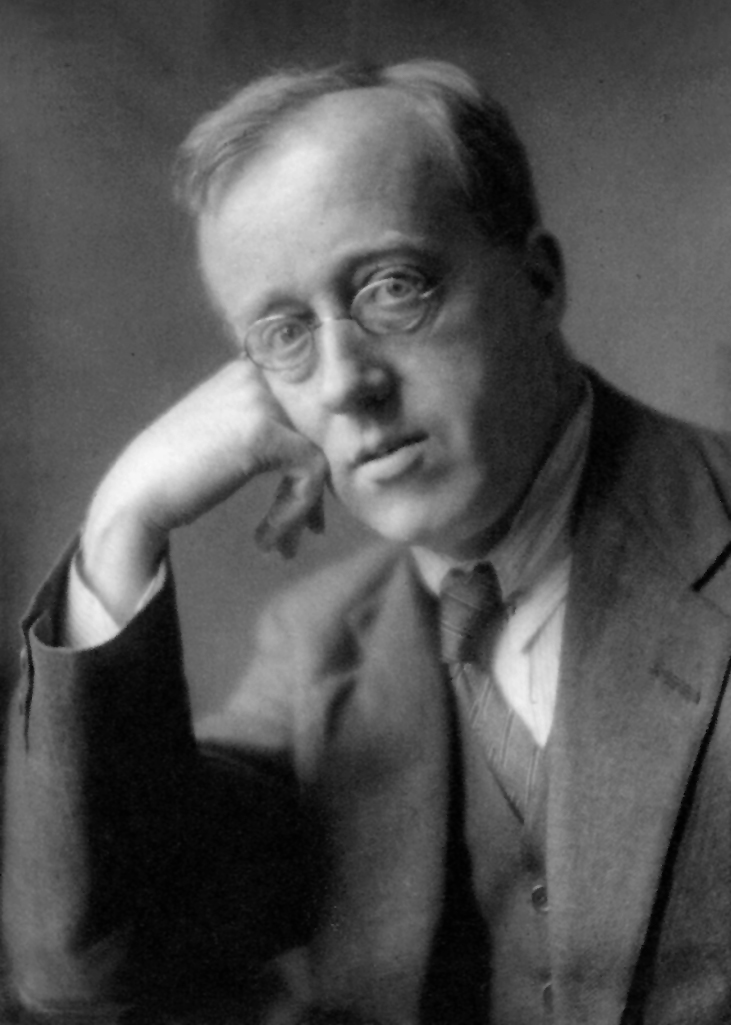
Gustav Holst

The Perfect Fool är en opera i en akt med musik och libretto av Gustav Holst.

## Historia
Mot slutet av Första världskriget skrev Holst en operaartikel, Opera as She is Wrote, som var ett ironiskt angrepp på andra "kompositörer" såsom 'Verdizetti', 'Depussy' och 'Horridinsky-Kantakoff'. Operan The Perfect Fool kan ses som en direkt uppföljare till detta, men Holst hade planerat verket åtminstone ända sedan hans förra opera Savitri (1916), och helt enkelt inte haft tid eller energi att fullfölja arbetet. Operan kan ses som en sorts operaparodi innehållande påverkningar från Nikolaj Rimskij-Korsakovs Guldtuppen och samtidigt delar den samma plattform som Sergej Prokofjevs samtida opera Kärleken till de tre apelsinerna. Men Holst var oförmögen att kunna producera texter som kunde matcha den rika fantasin hos Aleksandr Pusjkin eller Gozzi, och hans satiriska udd mot Wagner, italiensk opera och Debussy sågs som lätt amatörmässig. Holst höll på med operan mellan 1918 och 1922 och den hade premiär den 14 maj 1923 på Covent Garden-operan i London. Verket blev trots allt en succé, men den försvann tämligen fort från repertoaren. Idag spelas mest balettmusiken som en fristående orkestersvit.

## Personer
- Dåren/Bonden (talroll)
- Trollkarlen (baryton)
- Trubaduren (tenor)
- Vandraren (bas)
- Prinsessan (sopran)
- Dårens moder (kontraalt)

## Handling
Prinsessan skall gifta sig med "den som utfört en bragd som ingen annan mäktar med". En trollkarl vill dricka en föryngringsdryck inför prinsessans ögon men hindras av "den fullkomlige dårens" mor, som i stället ger sin son drycken. Om honom har det sagts att han skall vinna sin brud med ett ögonkast och döda sin fiende på samma sätt, så när prinsessan får syn på honom blir hon genast förälskad. Trollkarlen vill hämnas men dåren dödar honom med blicken. Prinsessan väljer dåren till make men han tackar nej, och därmed har han uträttat något ingen annan mäktar med.